# Шиффланж
Шиффланж (люкс. Schëffleng, фр. Schifflange) — коммуна в Люксембурге, располагается в округе Люксембург. Коммуна Шиффланж является частью кантона Эш-сюр-Альзетт. В коммуне находится одноимённый населённый пункт.
Население составляет 8397 человек (на 2008 год), в коммуне располагаются 3503 домашних хозяйств. Занимает площадь 7,71 км² (по занимаемой площади 111 место из 116 коммун). Наивысшая точка коммуны над уровнем моря составляет 406 м. (52 место из 116 коммун), наименьшая 275 м. (84 место из 116 коммун).

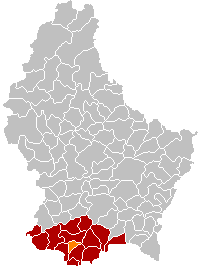
Оранжевый цвет - коммуна Шиффланж, красный - кантон Эш-сюр-Альзетт.